# Хаят, Хаятулла
Хаятулла Хаят (пушту حيات الله حيات‎; род. 1974) — афганский политический деятель, бывший и. о. министра внутренних дел Исламской Республики Афганистан.

## Биография
По происхождению — пуштун из провинции Нангархар. Занимал посты губернаторов провинций Вардак, Гильменд, Нангархар и Кандагар; также был министром восстановления и развития сельского хозяйства. В марте 2021 года был назначен и. о. министра внутренних дел ИРА, заменив Масуда Андраби; в итоге занимал пост до 19 июня того же года.